# Prosoplus encaustus
Prosoplus encaustus là một loài bọ cánh cứng trong họ Cerambycidae.